# San Antonio (Nueva Ecija)
San Antonio è una municipalità di terza classe delle Filippine, situata nella Provincia di Nueva Ecija, nella regione di Luzon Centrale.
San Antonio è formata da 16 baranggay:
- Buliran
- Cama Juan
- Julo
- Lawang Kupang
- Luyos
- Maugat
- Panabingan
- Papaya
- Poblacion
- San Francisco
- San Jose
- San Mariano
- Santa Barbara
- Santa Cruz
- Santo Cristo
- Tikiw